# Dinitroamine
La dinitroamine est un composé chimique qui consiste en une molécule d'ammoniac (NH3) substituée par deux groupes nitro et a donc pour formule semi-développée, (NO2)2NH.
La dinitroamine se déprotone facilement et forme des sels comme le dinitramide de guanylurée ou le dinitramide d'ammonium qui sont des oxydants explosifs.

## Nomenclature
La base conjuguée d'une amine étant généralement appelée en français amidure - voir amidure de sodium -, la base conjuguée de la dinitroamine s'appelle donc en toute rigueur plutôt dinitramidure que dinitramide, issu de l'anglais dinitramide.